# Francesc Tarrats i Bou
Francesc Tarrats i Bou (Badalona, 1951) és un museòleg i arqueòleg català.
És llicenciat en Prehistòria i Història Antiga per la Universitat de Barcelona. En l'àmbit professional, va iniciar la seva carrera com a conservador i codirector de programes d'excavació al Museu de Badalona (1974-1978). Després, va ser director del Museu Provincial de Càceres (1978-79) i del Museu Nacional Arqueològic de Tarragona (1979-97), així com del Museu d'Història de Tarragona (1986-91). Durant aquests anys, va ser responsable dels projectes museístics de conjunts arqueològics com la vil·la romana dels Munts o la de Centcelles. Entre 1997 i 1999 va ser director del Museu d'Arqueologia de Catalunya, càrrec que va deixar per reincorporar-se a l'arqueològic de Tarragona. El 2004 va ser nomenat director general de Patrimoni Cultural del Departament de Cultura de la Generalitat de Catalunya, com a part de l'equip de Caterina Mieras, que es va envoltar de persones procedents de Badalona. Va ocupar el càrrec fins a 2006, cessat pel nou conseller de cultura, Ferran Mascarell, i es va reincorporar a la direcció del Museu Arqueològic de Tarragona fins a la seva jubilació, el 2016.
Ha publicat diversos estudis, com El mosaico romano en Hispania: crónica ilustrada de una sociedad (2005) o Roma amor (2008), arran de l'exposició homònima que ell mateix va dirigir, ideada per Virgine Ricci i Jean-Marc Musial.